# Dune: Spice Wars
Dune: Spice Wars est un jeu vidéo de stratégie en temps réel de type 4X situé dans l'univers de Dune, développé par le studio bordelais Shiro Games et édité par Funcom. Il est sorti en accès anticipé le 26 avril 2022 et sort finalement le 14 septembre 2023.

## Système de jeu
Dune: Spice Wars est un jeu de stratégie en temps réel. Quatre factions sont jouables : les Atréides, les Harkonnens, les contrebandiers et les Fremens. Une autre, la maison Corrino est ajoutée par la suite. Lors de la sortie officielle du jeu est ajoutée la faction Ecaz.

## Développement
En février 2019, la société de développement et d'édition de jeux vidéo Funcom annonce avoir conclu un partenariat avec Legendary Pictures, qui possède les droits d'adaptation de Dune depuis 2016, pour le développement de jeux inspirés de cet univers. Le contrat est signé pour six ans et trois jeux pour PC ou consoles sont prévus. Le premier d'entre eux, Dune: Spice Wars, est annoncé en décembre 2021, peu après la sortie du film Dune réalisé par Denis Villeneuve. Il est développé par le studio bordelais Shiro Games, qui a déjà développé des jeux de stratégie en temps réel comme Northgard, sorti en 2017.

## Accueil
Le jeu remporte le Pégase 2023 de la meilleure innovation technologique.